# Ramon Alquer
Ramon Alquer (Castelló d'Empúries, Alt Empordà, segle xiii - ?, segle XIV) va ser un cavaller de la Companyia Catalana d'Orient, originari de la comarca del Llobregat. Fou un dels integrants del seguici de Roger de Flor, quan aquest es dirigí a Adrianòpolis a finals de març de 1305. Quan Roger de Flor hi fou assassinat, el 4 d'abril de 1305, dels mil tres-cents catalans que hi moriren, ell, Bernat de Roudor i Ramon de Tous foren els tres únics supervivents. Refugiats en un campanar, es defensaren tan heroicament que es guanyaren el respecte dels romans d'Orient i Miquel IX Paleòleg els perdonà la vida.